# Wijk aan Zee

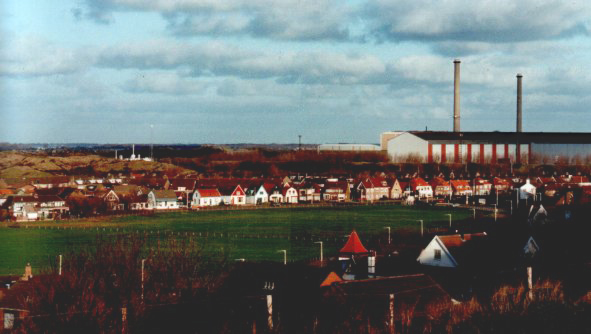
Ort und Stahlindustrie (1995)

Wijk aan Zee ist eine niederländische Ortschaft in der Gemeinde Beverwijk in der Provinz Nordholland, die sich etwa 20 km von Amsterdam entfernt befindet. Wijk aan Zee hat 2.155 Einwohner (Stand: 1. Januar 2024).

## Tourismus
Wegen seiner Küstenlage an der Nordsee ist der Ort touristisch erschlossen. Beliebt ist der Radweg nach Egmond aan Zee (ca. 20 km). Wijk aan Zee zieht an Wochenenden zahlreiche Surfer, zunehmend auch aus Deutschland an.

## Veranstaltungen
Internationale Bedeutung erlangte Wijk aan Zee durch das alljährlich stattfindende Tata-Steel-Schachturnier, das heute vom Stahlkonzern Tata Steel finanziert wird. Frühere Namen des Turniers waren Corus-Schachturnier oder Hoogovens-Schachturnier, die vom Stahlkonzern Corus (zuvor Hoogovens) finanziert wurden. Die bekannteste Schachpartie war Kasparow – Topalow im Jahr 1999.
1999 ernannte sich Wijk aan Zee in Zusammenarbeit mit 11 anderen Orten aus 11 Ländern zum Cultural Village of Europe. Gleichzeitig stellten Künstler aus diesen Nationen am Strand in Zusammenarbeit mit der Stahlfabrik ihre Skulpturen aus. Königin Beatrix besuchte dieses Stahlmeer am 16. Juni.

## Baudenkmäler
- Backstein- und spätgotische Dorfkirche